# Liboš
Pour quartier de Prague, voir Libuš.
Liboš (en allemand : Libusch) est une commune du district et de la région d'Olomouc, en République tchèque. Sa population s'élevait à 619 habitants en 2023.

## Géographie
Liboš se trouve à 7 km au sud-ouest de Šternberk, à 12 km au nord d'Olomouc, à 76 km à l'ouest-sud-ouest d'Ostrava et à 205 km à l'est-sud-est de Prague.
La commune est limitée par Hnojice au nord-est et à l'est, par Štěpánov à l'est, au sud et au sud-ouest, et par Žerotín à l'ouest et au nord-ouest.

## Histoire
La première mention écrite de la localité date de 1078.

## Galerie

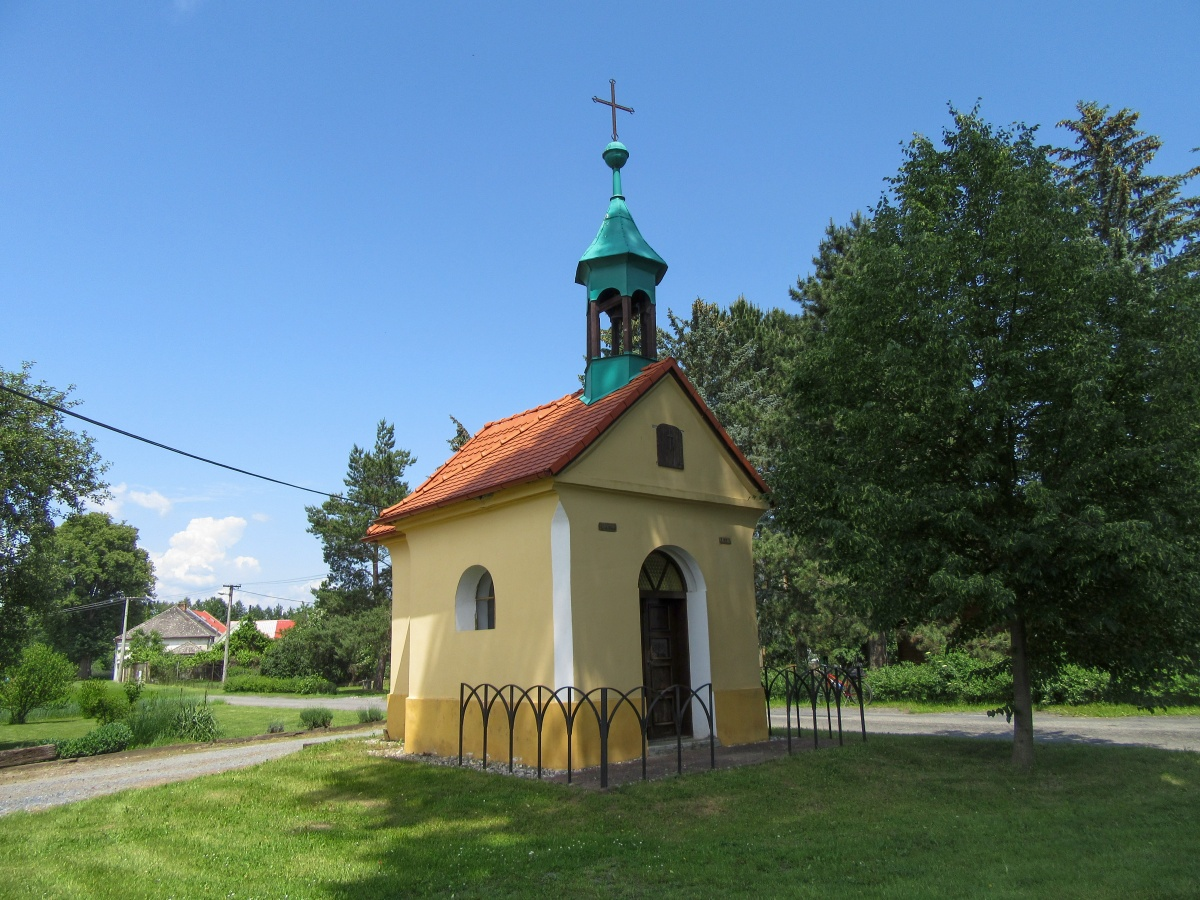
Chapelle Saint-Antoine de Padoue.
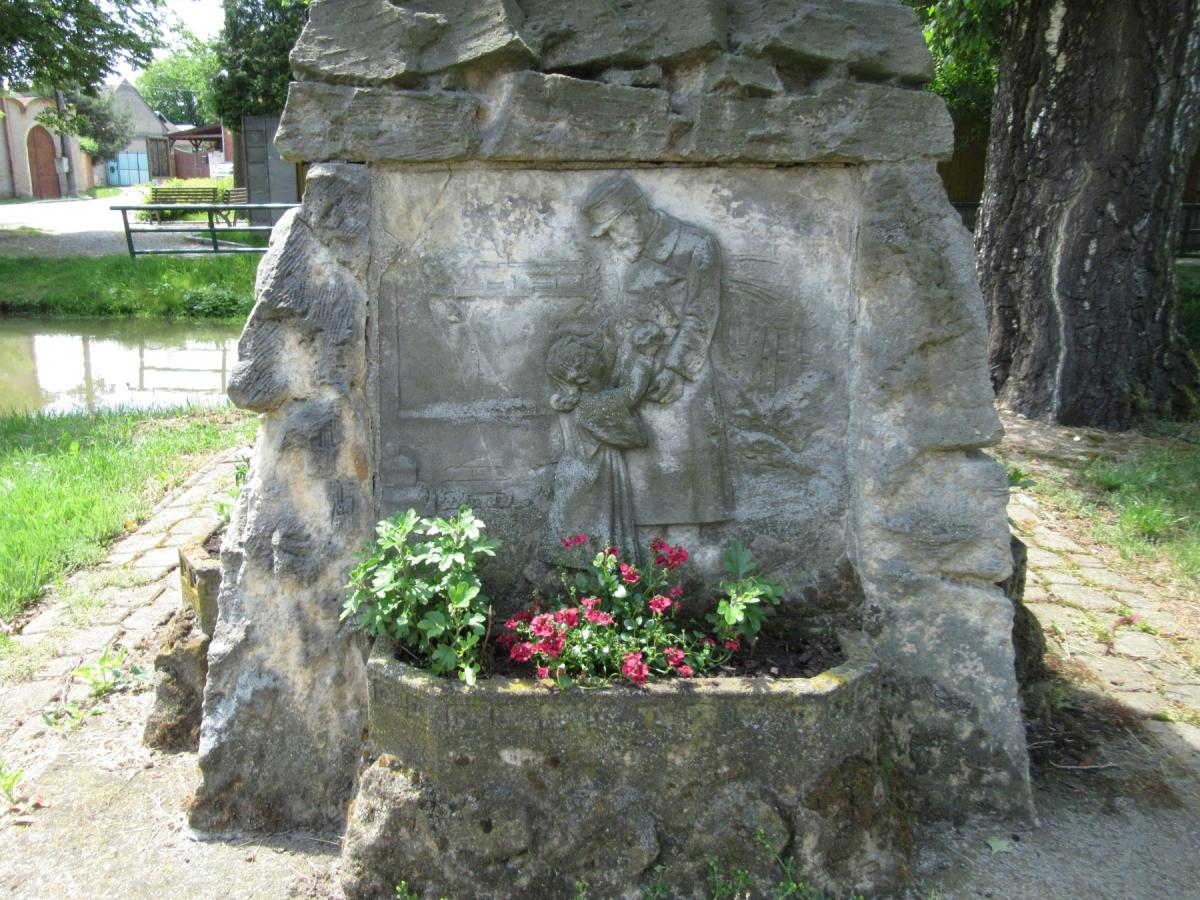
Monument aux morts.

## Transports
Par la route, Liboš se trouve à 9 km de Šternberk, à 13 km d'Olomouc et à 239 km de Prague.